# Командование специальных войск Польши
Командование специальных войск (пол. Dowództwo Wojsk Specjalnych, DWC) — высший орган оперативного и стратегического управления войсками специального назначения. Командование специальных войск подчиняется непосредственно начальнику Генерального штаба Войска Польского и не подчиняется Оперативному командованию Вооружённых сил. Штаб Командования специальных войск находится в Краковском гарнизоне в районе Пыховице на улице Тынецкой, 45. В системе терминологии НАТО Командование специальных войск Польши носит аббревиатуру POLSOCOM. 1 января 2014 года Командование специальных войск было распущено, а его функции были переданы Генеральному штабу.

## История
Командование специальных войск было создано законом от 24 мая 2007 года после внесения изменений в Закон об общей воинской обязанности и обороны Польской Республики. В соответствии с законом Командование специальных войск отвечает за управление, обучение и приготовление структурных воинских подразделений Специальных войск Польской Республики. Командование специальных войск является частью Специальных войск Польши. В соответствии с законом от 24 мая 1997 года Командование специальных войск во время боевых действий, в отличие от других трёх видов Вооружённых сил Польши, не управляет своими подведомственными воинскими подразделениями, которые передаются в управление Оперативному командованию Вооружённых сил и обеспечивает только управление оперативного характера.
Инициатором создания военной институции, которой подчинялись бы войска специального назначения, стал командир 1-го штурмового батальона, член Управления разведкой и радио-электронной борьбы Генерального штаба Войска Польского бригадный генерал Ян Кемпара. Командование специальных войск было создано 1 января 2007 года приказом Министра обороны. 24 мая 2007 года создание Командование специальных войск было санкционировано законом. Командование специальных войск было сформировано на основе расформированного Командования специальных операций и подчиняющихся ему воинских подразделений.
Командование специальных войск сотрудничает с Ягеллонским университетом и Академий национальной обороны, где проходят обучение военные кадры этого подразделения.
Основным партнёром Командования специальных войск Польши с момента его основания является созданный в 1987 году Командование специальных операций Вооружённых сил США (USSOCOM). 19 февраля 2009 года в Кракове Министр обороны США Рорберт Гейтс и Министр национальной обороны Богдан Клих подписали Соглашение о сотрудничестве между Командованием специальных операций США и Командованием специальных войск Польши.
1 января 2014 года в соответствии с законодательными актами от 2013 года Командование специальных войск было распущено, а его функции переданы Генеральному штабу. 

## Командующие специальных войск
- Эдвард Грушка (1.01.2007 — 15.03.2007);
- Влодзимеж Потасиньский (15.03.2007 — 10.04.2010);
- Марек Ольбрыхт (10.04.2010 — 15.08.2010);
- Пётр Паталонг (15.08.2010 — 31.12.2013).